# Paul Marie Gaudemet
Pour les articles homonymes, voir Gaudemet.
Paul Marie Gaudemet, né le 15 mai 1914 à Dijon et mort le 23 mars 1998 à Paris 16e, est un juriste et universitaire français, professeur émérite à l'université Panthéon-Assas. 

## Biographie
Paul Marie Gaudemet appartient à une famille d'universitaires : Petit-fils d'un professeur de droit, fils d'Eugène Gaudemet, professeur de droit à l'Université de Strasbourg et frère de Jean Gaudemet, professeur d'histoire du droit. Ses neveux sont devenus également professeurs de droit, tandis que ses propres enfants ont été polytechniciens.
Paul Marie, de son côté, est étudiant à la Faculté de droit et de sciences politiques de Strasbourg, dans laquelle son père est nommé professeur. Reçu premier au concours d'agrégation de 1944, après quatre ans de captivité, il publia sa thèse sur la fonction publique allemande (1945) et le Civil Service britannique (1952). Il est professeur à Nancy de 1946 à 1963 et de Sarrebruck de 1951 à 1963, et poursuit ses recherches comparatives en les élargissant à l'ensemble de l'Europe. Élu à la Faculté de droit de Paris en 1963, il enseigne à la Faculté internationale de droit comparé, dont il tire l'ouvrage Le pouvoir exécutif dans les pays occidentaux (1966).
Il devient notamment en 1946 chargé de cours à l'Institut de recherche internationale de Zurich et en 1950 enseignant à la faculté de droit du Caire. De 1958 à 1966, il est maître de conférences à l'École nationale d'administration (ENA). De 1963 à 1983, il devient professeur de finances publiques à la Faculté de droit de Paris, puis à l'Université Paris II.
En 1989, il rédige un article sur les relations entre le juriste allemand Paul Laband et les publicistes français, faisant revivre la controverse du rejet du droit public allemand par Adhémar Esmein au début du XXe siècle. Avec son élève et collègue Joël Molinier, il rédige deux volumes sur les Finances publiques (Budget/Trésor et Fiscalité) qui sont salués par les spécialistes.
En 1977, il devint membre du conseil d'administration de l'Alliance française et fut nommé au Conseil des Impôts (1977-1983). De 1981 à 1989, il fut élu président de la société française de droit fiscal et en 1990, il devint membre du conseil d'administration de la fondation Carnegie pour la paix internationale.

## Décorations
- Officier de la Légion d'honneur
- Croix de guerre 1939–1945
- Commandeur de l'ordre des Palmes académiques

## Principales publications
- 1945 : Étude sur le régime juridique de la fonction publique en Allemagne
- 1952 : Le Civil service britannique, essai sur le régime de la fonction publique en Grande-Bretagne
- 1958 : La provincialisation de Madagascar
- 1961 : La séparation des pouvoirs, mythe et réalité
- 1966 : Le pouvoir exécutif dans les pays occidentaux[6]
- 1970 : Précis de finances publiques (Budget et Trésor-Fiscalité)[7]